# تپه قراجه قیه
تپه قراجه قیه مربوط به هزاره اول قبل از میلاد - دوره اشکانیان است و در شهرستان میانه، بخش مرکزی، دهستان اوچ تپه شرقی، ۵۰۰ متری شرق روستای قراجه قیه واقع شده و این اثر در تاریخ ۱۵ اسفند ۱۳۸۵ با شمارهٔ ثبت ۱۷۹۱۴ به‌عنوان یکی از آثار ملی ایران به ثبت رسیده است.